# Maksîmivka, Hadeaci
Maksîmivka (în ucraineană Максимівка) este un sat în comuna Rîmarivka din raionul Hadeaci, regiunea Poltava, Ucraina.

## Demografie
Componența lingvistică a localității Maksîmivka
     Ucraineană (96,23%)
     Rusă (3,4%)
     Alte limbi (0,38%)
Conform recensământului din 2001, majoritatea populației localității Maksîmivka era vorbitoare de ucraineană (96,23%), existând în minoritate și vorbitori de rusă (3,4%).